# Trophée des Grimpeurs 1996
Il Trophée des Grimpeurs 1996, settantesima edizione della corsa e valida come evento del circuito UCI categoria 1.3, si svolse il 5 maggio 1996 su un percorso di 87,1 km. Fu vinto dal francese Stéphane Heulot che terminò la gara in 2h12'37", alla media di 39,4 km/h.
Al traguardo 44 ciclisti portarono a termine la gara.

## Ordine d'arrivo (Top 10)
| Pos. | Corridore           | Squadra       | Tempo    |
| ---- | ------------------- | ------------- | -------- |
| 1    | Stéphane Heulot     | GAN           | 2h12'37" |
| 2    | Riccardo Forconi    | Amore & Vita  | a 7"     |
| 3    | Laurent Desbiens    | GAN           | a 41"    |
| 4    | Didier Rous         | GAN           | a 1'10"  |
| 5    | Laurent Brochard    | Festina-Lotus | a 2'15"  |
| 6    | Marco Vergnani      | Amore & Vita  | a 3'18"  |
| 7    | Richard Virenque    | Festina-Lotus | a 3'22"  |
| 8    | François Lemarchand | GAN           | a 3'25"  |
| 9    | Philippe Gaumont    | GAN           | a 3'59"  |
| 10   | Thierry Laurent     | Agrigel       | a 4'53"  |